# Aleatoryzm

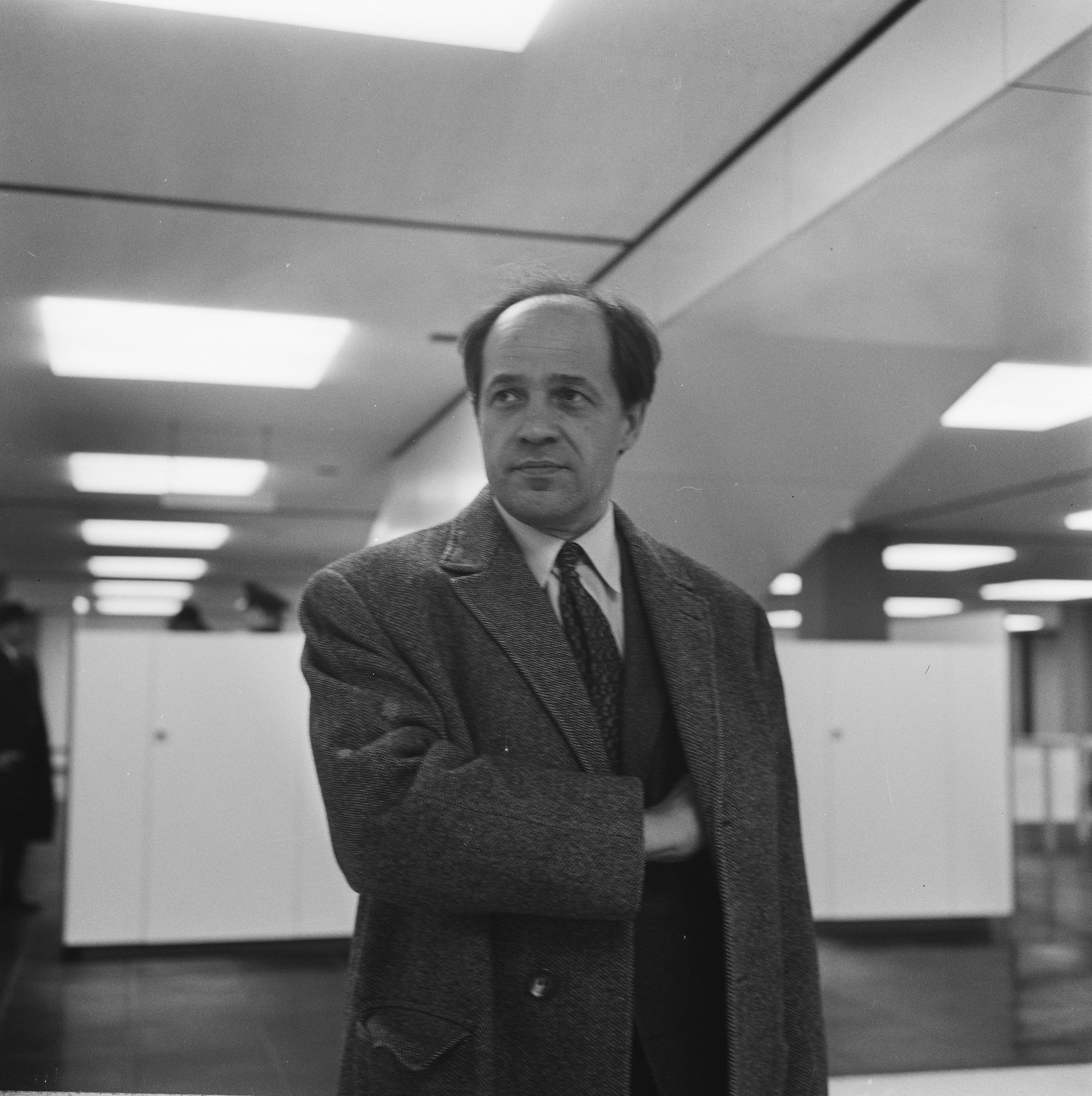
Twórca terminu aleatoryzm – Pierre Boulez (luty 1968)

Aleatoryzm (łac. ālěā, także indeterminizm) – technika kompozytorska w muzyce współczesnej polegająca na dopuszczeniu przez kompozytora przypadkowości podczas wykonywania kompozycji w zakresie pewnych jej elementów, zakładając tym samym niepowtarzalność samego wykonania. Twórcą terminu jest Pierre Boulez. Za pioniera aleatoryzmu uznawany jest John Cage. Aleatoryzm jest jedną z cech teatru instrumentalnego. Muzycy tacy jak Sylvano Bussotti indeterminowali swoją muzykę wykorzystując notację graficzną.
Aleatoryzm wiąże się z surrealizmem. Według Józefa Michała Chomińskiego „źródłem surrealizmu są podświadome, niekontrolowane, spontaniczne procesy psychiczne. Dlatego motorem działań artystycznych staje się ich czysta przypadkowość”, surrealizm zaś „rozbija formę tak dalece na oddzielne elementy, że tracą one związek ze sobą i umożliwiają powstawanie nowych, nieoczekiwanych stosunków i asocjacji (aleatoryzm), albo tworzy formę z heterogenicznych niezależnych od siebie elementów (collage)”.
Autor może używać czynnika losowego już na etapie komponowania (podobnie jak w dadaizmie), albo pozostawić pewną dowolność wykonawcy. W zapisie nutowym polega to na celowo niedookreślonym zapisie, np. nieregularna linia falista na pięciolinii zamiast określonych dźwięków. Inną metodą jest budowanie kompozycji z krótkich elementów składowych, których kolejność wybierana jest losowo w czasie wykonywania utworu (np. Klavierstück XI Stockhausena).
Czasem obok skomponowanego dzieła, dopuszcza się udział innych dźwięków, nie podlegających zapisowi, jak na przykład w jednej z kompozycji Johna Cage’a, w której użyto 12 odbiorników radiowych przypadkowo przestrajanych w trakcie wykonywania utworu. Do innych metod stosowanych w muzyce aleatorycznej należy komponowanie na zespół instrumentalny o dowolnym składzie, organizowany ad hoc, w czysto przypadkowy sposób (zobacz: teoria formy otwartej).
Aleatoryzmu nie należy mylić z improwizacją występującą np. w muzyce jazzowej, gdyż dowolność przejawia się tu w inny sposób. Jednocześnie formą aleatoryzmu kontrolowanego może być reprezentowana przez Wolfganga Fortnera improwizacja w granicach określonych wysokością dźwięków.
Z akustycznego punktu widzenia każde wykonanie utworu jest zjawiskiem aleatorycznym, gdyż precyzyjna notacja muzyczna nie równa się absolutnej precyzji wykonawczej.

## Historia

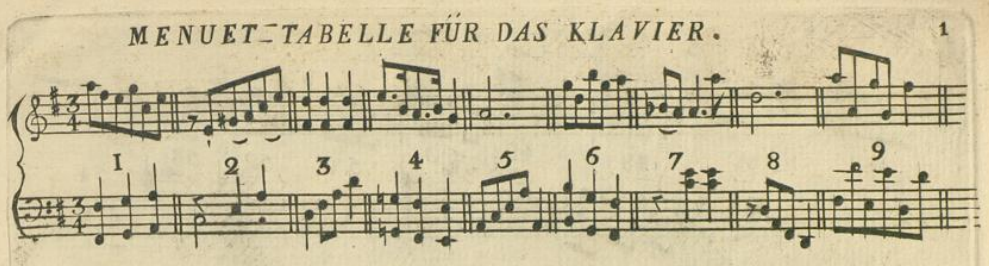
„Table pour composer des Minuets et des Trios à la infinie” Maximiliana Stadlera należy do popularnych w Oświeceniu gier muzycznych (tzn. Musikalisches Würfelspiel), w których utwory składane były z losowanych wcześniej fragmentów (na zdjęciu pierwsze ze 176 taktów-fragmentów menueta).

Niedookreśloność jest nieodłącznym elementem muzyk i znana była w pierwotnej muzyce pozaeuropejskiej. Jednym z pierwowzorów aleatoryzmu była koncepcja elastic form autorstwa Henry’ego Cowella. Termin ten pierwotnie odnosił się do muzyki elektronicznej Wernera Meyera-Epplera i Herberta Eimerta, w której oznaczał „procesy, których przebieg jest w przybliżeniu ustalony w szczegółach jednak zależy od przypadku”. Sam indeterminizm powstał jako odpowiedź na serializm, jego teoretyczne uporządkowanie wraz z „realnym kształtem dźwiękowym, dającym wrażenie braku uporządkowania i statycznej monotonnej «tapety» brzmieniowej”. Józef Michał Chomiński wiązał aleatoryzm z wykonawcami, którzy na własną rękę próbowali pokonywać trudności interpretacyjne w związku z postępującym skomplikowaniem zapisu muzycznego wobec iluzoryczności jego ścisłego wykonania, pragnącymi również przywrócenia ich aktywnego udziału w wykonaniu. Częściowo aleatoryczny charakter posiada również nowoczesna polichronia. Utwory aleatoryczne są z reguły jednoczęściowe – aleatoryczne formy cykliczne oraz muzyka kameralna należą do rzadkości. Peter Kolman dążył w swojej twórczości do integracji przeciwstawnych zjawisk, takich jak m.in. aleatoryzm oraz styl kompozytorski Edgara Varèse’a.

## Rodzaje

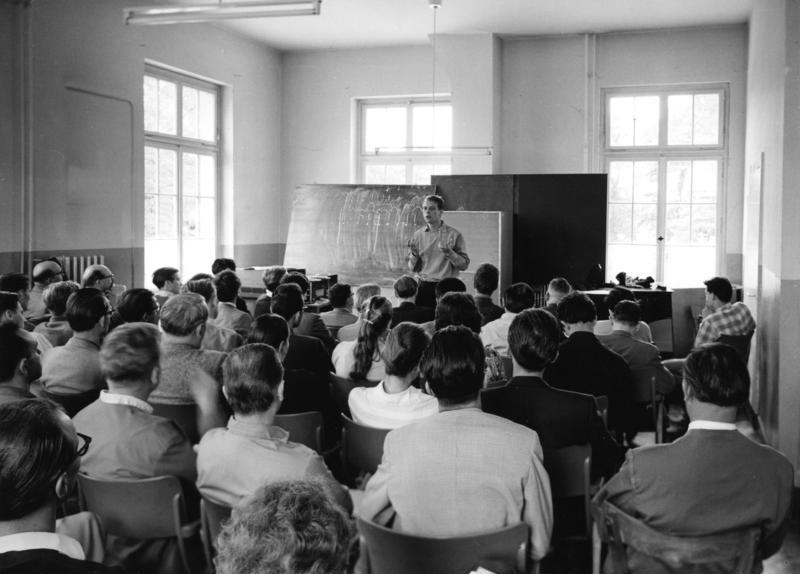
Karlheinz Stockhausen podczas seminarium poświęconemu „Klavierstück XI” na Międzynarodowych Letnich Kursach Nowej Muzyki w Darmstadcie (lipiec 1957)

Technika aleatoryczna może przybierać dwojaką formę:
- elementy przypadkowe objawiają się podczas prac nad utworem – determinowanie kompozycji od wyniku rzutu kostką lub monetą, losowania z talii kart, korzystania z generatora dźwięków;
- elementy przypadkowe wprowadzane są przez wykonawcę zgodnie z notacją muzyczną.

Indeterminizmowi mogą podlegać różne elementy kompozycji, m.in.:
- artykulacja – np. „Music of Changes” z 1951 Johna Cage’a[b];
- czas trwania dźwięku – np. „Music of Changes” Cage’a[b];
- dynamika – np. „Music of Changes” Cage’a[b]
- kolejność wykonania odcinków utworu[c] – np. Klavierstück XI z 1956 Karlheinza Stockhausena, III Sonata fortepianowa z 1957 Pierre’a Bouleza, „Music for Piano” z 1956 oraz „Koncert fortepianowy” z 1958 Cage’a[d];
- wysokość dźwięku – np. „Music of Changes” Cage’a[b];
- obsady wykonawczej – np. „Winter Music” Cage’a[3], „Autumn ’60” Corneliusa Cardewa[22].

Witold Lutosławski wprowadził pojęcie aleatoryzmu kontrolowanego „oznaczający ograniczony zakres działania przypadku. W myśl tej zasady kompozytor ustala architektonikę utworu oraz wszystkie jego jakości, z wyjątkiem synchronizacji jednocześnie wykonywanych partii wokalnych lub instrumentalnych granych ad libitum w ściśle określonym czasie. Swoboda dotyczy agogiki i rytmiki, zaś dzięki sprecyzowaniu pozostałych zasadniczych elementów dzieła muzycznego oraz formy, jakość brzmienia utworu jest zawsze podobna we wszystkich wykonaniach”. Według Bogusława Schaeffera pierwszą kompozycją kontrolowanie aleatoryczną było „Ordini” Franca Evangelistiego z 1955.

## Przykłady

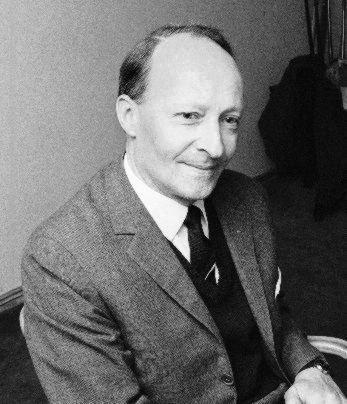
Witold Lutosławski podczas pobytu w Finlandii (marzec 1965). W tym samym roku Lutosławski skomponował aleatoryczne „Paroles tissées” dedykowane Peterowi Pearsowi.

Poniższa lista przedstawia wybranych kompozytorów stosujących technikę aleatoryczną wraz z ewentualnymi przykładami w postaci dzieł muzycznych:
- Luciano Berio[27] („Epifanie” z 1961[21]);
- Earle Brown („Avaible Forms II” z 1962[f][28]);
- Sylvano Bussotti („Memoria” z 1962[29]);
- Cornelius Cardew[30] („Third Orchestral Piece” z 1960[31], „Autumn ’60”[22]);
- Franco Donatoni[32];
- Jean-Claude Éloy („Equivalences” z 1963[g][34]);
- Franco Evangelisti („Aleatorio” z 1959[35], „Ordini” z 1955[36]);
- Wolfgang Fortner („Prismen” z 1974[37]);
- Henryk Mikołaj Górecki[38];
- Renato de Grandis[39] („Cadòre” z 1964[40]);
- Erhard Karkoschka („vier stufen” z 1966[41]);
- René Koering[42][43];
- Peter Kolman[16] („Monumento per 6000000” z 1964[44]);
- Witold Lutosławski („Jeux vénitiens” z 1961, „Trois poèmes d’Henri Michaux” z 1963[45], „Preludia i fuga” z 1972[46]);
- Bruno Maderna („Aura” z 1972[47]);
- Luis de Pablo („Imaginario II” z 1967[48]);
- Roman Palester („V Symfonia” z 1981[49], „Metamorphoses” z 1970[50]);
- Paolo Renosto[51];
- Kazimierz Serocki[52];
- Karlheinz Stockhausen („Mixtur” z 1964[53]);
- Witold Szalonek („Les sons” z 1965[54]);
- Antonio Tauriello („Serenata II” z 1966[55]);
- Romuald Twardowski („Tre studi secondo Giotto” z 1966, „Mała Liturgia Prawosławna” z 1968[56]).